# Charleston (Illinois)
Charleston – miasto w Stanach Zjednoczonych, w stanie Illinois, siedziba administracyjna hrabstwa Coles.